# Королівство Гвінед
Ця стаття присвячена середньовічному королівству Уельсу. Про адміністративній одиниці сучасного Уельсу див. Гвінет.
Королівство Гві́нед (середньовічна латинська: Venedotia / Norwallia; середньоваллійська: Guynet; валл. Teyrnas Gwynedd) — одне з кельтських королівств середньовічного Уельсу. Традиційна територія Гвінеду — північний захід країни, між річками Діві та Ді та навколо Сноудонії (валл. Yr Eryri), а також острів Англсі (валл. Ynys Môn). Правителі Гвінеду, такі як Майлгун Хір, Гріфід ап Ллівелін, Овайн Гвінед, Ллівелін Великий і Ллівелін Останній, традиційно грали провідну роль серед валлійських правителів. Географічні особливості цієї віддаленої гористої місцевості заважали королям Англії ефективно вести завойовницьку політику. На честь засновника династії королівський дім Гвінеду часто називають Домом Кунеди, а старша гілка, що веде початок від Анарауда ап Родрі, називається лінією володарів Аберфрау (хоча їхня столиця далеко не завжди розташовувалася саме в Аберфрау).
На початку XIII століття Ллівелін Великий зробив центром королівства область на березі Ірландського моря від Бангора до Конуї: королівська резиденція розташовувалася в Гарт-Келін, на березі протоки Менай. Бангор був центром діоцезу, а в Конуї був цистерціанський монастир, тісно пов'язаний з континентальними оселями цього ордена. Навпроти Гарт-Келіна, на березі Англсі, знаходився важливий торговий порт Лланвайс.